# Épisodes de Dr Emily Owens
Cet article présente les épisodes de la série télévisée américaine Dr Emily Owens.

## Généralités
- Aux États-Unis, la série est diffusée depuis le 16 octobre 2012 sur le réseau The CW.
- Au Canada, elle est diffusée en simultané sur CTV Two.
- Elle est inédite dans les pays francophones.

## Synopsis
Emily Owens est un stagiaire chirurgicale qui se sent comme une réelle adulte qui peut enfin mettre ses jours de lycée de jeune fille geek avec les pulls trop larges derrière elle.

## Distribution

### Acteurs principaux
- Mamie Gummer (V. F. : Dorothée Pousseo) : Emily Owens
- Justin Hartley (V. F. : Martial Le Minoux) : Will Collins
- Aja Naomi King (V. F. : Fily Keita) : Cassandra Kopelson
- Kelly McCreary (V. F. : Diane Dassigny) : Tyra Dupre
- Michael Rady (V. F. : Didier Cherbuy) : Micah Barnes
- Necar Zadegan (V. F. : Charlotte Marin) : Gina Bandari

### Acteurs récurrents
- Harry Lennix (V. F. : Thierry Desroses) : Tim Dupre
- Catherine Barroll (V. F. : Marie-Martine) : Joyce Barnes
- Mark Ghanimé (V. F. : Cyril Aubin) : Dr Jamie Albagetti
- J.R. Ramirez (V. F. : Damien Boisseau) : Dr A.J. Aquino
- Brittany Ishibashi (V. F. : Julie Turin) : Dr Kelly Hamata
- Yoshie Bancroft (V. F. : Bénédicte Rivière) : l'infirmière Sunny
- Jeananne Goossen (V. F. : Sandra Valentin) : Molly
- D.B. Woodside (V. F. : Serge Faliu) : Evan Hammond
- Laci J. Mailey (V. F. : Margaux Laplace) : Kylie
- Michelle Harrison : Jessica
- Christine Willes : infirmière des urgences

## Épisodes

### Épisode 1:À cœur ouvert
- États-Unis /  Canada : 16 octobre 2012 sur The CW[1] / CTV Two
- France : 
  - 6 mars 2014 sur TF6[2]
  - 24 mars 2014 sur M6
- Québec : 27 mai 2014 sur Séries+[3]

- États-Unis : 1,67 million de téléspectateurs[4] (première diffusion)

- Harry Lennix (Tim Dupre)

### Épisode 2:Déclaration sous assistance respiratoire
- États-Unis /  Canada : 23 octobre 2012 sur The CW / CTV Two
- France : 
  - 6 mars 2014 sur TF6
  - 25 mars 2014 sur M6
- Québec : 3 juin 2014 sur Séries+

- États-Unis : 1,11 million de téléspectateurs[5]

- Harry Lennix (Tim Dupre)

### Épisode 3:Maladie d'amour
- États-Unis /  Canada : 30 octobre 2012 sur The CW / CTV Two
- France : 
  - 6 mars 2014 sur TF6
  - 26 mars 2014 sur M6
- Québec : 10 juin 2014 sur Séries+

- États-Unis : 1,03 million de téléspectateurs[6]

### Épisode 4:Dommages collatéraux
- États-Unis /  Canada : 13 novembre 2012 sur The CW / CTV Two
- France : 
  - 6 mars 2014 sur TF6
  - 27 mars 2014 sur M6
- Québec : 17 juin 2014 sur Séries+

- États-Unis : 1,38 million de téléspectateurs[7] (première diffusion)

- Brittany Ishibashi (Dr. Hamada)

### Épisode 5:Petits Arrangements entre amis
- États-Unis /  Canada : 20 novembre 2012 sur The CW / CTV Two
- France : 
  - 13 mars 2014 sur TF6
  - 28 mars 2014 sur M6
- Québec : 24 juin 2014 sur Séries+

- États-Unis : 1,29 million de téléspectateurs[8] (première diffusion)

- Harry Lennix (Tim Dupre)

### Épisode 6:Crise de foi
- États-Unis /  Canada : 27 novembre 2012 sur The CW / CTV Two
- France : 
  - 13 mars 2014 sur TF6
  - 31 mars 2014 sur M6
- Québec : 1er juillet 2014 sur Séries+

- États-Unis : 1,05 million de téléspectateurs[9] (première diffusion)

### Épisode 7:Le Bon, la Brute et le Médecin
- États-Unis /  Canada : 4 décembre 2012 sur The CW / CTV Two
- France : 
  - 13 mars 2014 sur TF6
  - 1er avril 2014 sur M6
- Québec : 8 juillet 2014 sur Séries+

- États-Unis : 1,41 million de téléspectateurs[10] (première diffusion)

- Harry Lennix (Dr Dupre)

### Épisode 8:L'Embarras du choix
- États-Unis /  Canada : 1er janvier 2013 sur The CW / CTV Two
- France : 
  - 20 mars 2014 sur TF6
  - 2 avril 2014 sur M6
- Québec : 15 juillet 2014 sur Séries+

- États-Unis : 1,3 million de téléspectateurs[11] (première diffusion)

### Épisode 9:L'habit ne fait pas le moine
- États-Unis /  Canada : 8 janvier 2013 sur The CW / CTV Two
- France : 
  - 20 mars 2014 sur TF6
  - 3 avril 2014 sur M6
- Québec : 22 juillet 2014 sur Séries+

- États-Unis : 1,09 million de téléspectateurs[12] (première diffusion)

### Épisode 10:Opération séduction
- États-Unis /  Canada : 15 janvier 2013 sur The CW / CTV Two
- France : 
  - 20 mars 2014 sur TF6
  - 4 avril 2014 sur M6
- Québec : 29 juillet 2014 sur Séries+

- États-Unis : 1,02 million de téléspectateurs[13] (première diffusion)

- J.R. Ramirez (Dr. A.J. Aquino)
- D.B. Woodside (Evan, mari du Dr Bandari)

### Épisode 11:Réactions alchimiques
- États-Unis /  Canada : 22 janvier 2013 sur The CW / CTV Two
- France : 
  - 27 mars 2014 sur TF6
  - 7 avril 2014 sur M6
- Québec : 5 août 2014 sur Séries+

- États-Unis : 1,36 million de téléspectateurs[14] (première diffusion)

### Épisode 12:Pères et Impairs
- États-Unis /  Canada : 29 janvier 2013 sur The CW / CTV Two
- France : 
  - 27 mars 2014 sur TF6
  - 8 avril 2014 sur M6
- Québec : 12 août 2014 sur Séries+

- États-Unis : 1,33 million de téléspectateurs[15]

### Épisode 13:Le Grand Saut
- États-Unis /  Canada : 5 février 2013 sur The CW / CTV Two
- France : 
  - 27 mars 2014 sur TF6
  - 9 avril 2014 sur M6
- Québec : 19 août 2014 sur Séries+

- États-Unis : 1,50 million de téléspectateurs [16] (première diffusion)